# جينتيلي بيليني (ريشة)

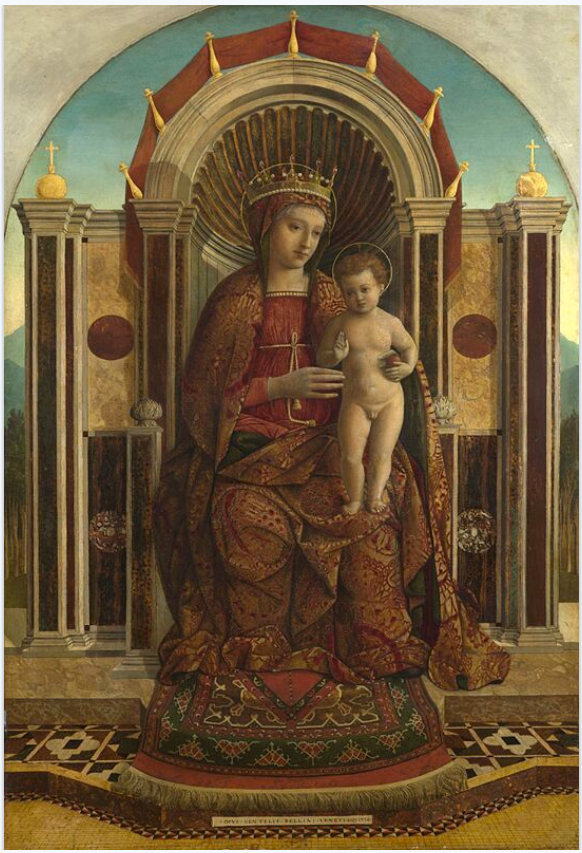
جنتيلي بلليني

جنتيلي بلليني(بالإنجليزية: Gentile Bellini)‏هي ريشة إيطالية الصنع,وقد صنعت على يد الرسام جاكوب بيليني في فينيسيا.
واستعملها بعده الرسام جنتيلي دا فابريانو.وقد رسم لوحة بريشة جنتيلي واسمها الكلاب في فينيسيا.